# HandMade Films
HandMade Films es una compañía de producción y distribución de películas de cine dueña de largometrajes como La vida de Brian, Time Bandits, Withnail and I  y Lock, Stock and Two Smoking Barrels.

## Historia
HandMade Films fue fundada por George Harrison, antiguo miembro de The Beatles, y Denis O'Brien en 1978 para financiar la película de Monty Python La vida de Brian. Cuando EMI Films, los financieros originales de los Python, se retiraron del proyecto a poco de comenzar el rodaje, los creadores tuvieron que encontrar otra forma de financiación. Harrison, amigo y seguidor del grupo cómico, hipotecó Friar Park para financiar la película. La primera película realizada por la empresa fue Time Bandits en 1981.
En 1994, la compañía fue adquirida por Paragon Entertainment, que reinició la producción con el nombre original. La película más notable de la compañía durante la nueva era fue Lock, Stock and Two Smoking Barrels (1998). Un año después, Patrick Meehan y Cartier Investments compraron HandMade.
En junio de 2006, Equator Group adquirió Handmade Holdings Limited, y en noviembre del mismo año también adquirió Sequence Film Limited. La compañía cambió el nombre por el de Handmade Films International.

## Filmografía
| - La vida de Brian (1979) - A Sense of Freedom (1979) - The Long Good Friday (1980) - Time Bandits (1981) - Tattoo (1981) - Venom (1981) - The Burning (1982) - Monty Python Live at the Hollywood Bowl (1982) - Scrubbers (1982) - The Missionary (1982) - Privates on Parade (1982) - Bullshot (1983) - A Private Function (1984) - Water (1985) - Mona Lisa (1986) - Shanghai Surprise (1986) - Withnail and I (1987) - Bellman and True (1987) | - The Lonely Passion of Judith Hearne (1987) - Five Corners (1987) - Track 29 (1988) - The Raggedy Rawney (1988) - Checking Out (1988) - How to Get Ahead in Advertising (1989) - Powwow Highway (1989) - Cold Dog Soup (1989) - Nuns on the Run (1990) - The Wrong Guy (1997) - Dinner at Fred’s (1997) - Lock, Stock and Two Smoking Barrels (1998) - Eloise: The Animated Series (TV) (2006) - Manolete (2007) - Fifty Dead Men Walking (2008) (UK) - Planet 51 (2009) - Cracks (2009) - 127 horas (2010) |